# Пшеничнюк Олександр Олександрович
Олександр Олександрович Пшеничнюк (нар. 1 травня 2006, Україна) — український футболіст, центральний півзахисник одеського «Чорноморця».

## Життєпис
Вихованець дніпровського УФК, у футболці якого з 2019 по 2022 рік виступав у ДЮФЛУ. На початку липня 2022 року перейшов до «Чорноморця». Протягом двох сезонів виступав за «моряків» у юнацькому чемпіонаті. Напередодні старту сезону 2024/25 років переведений до першої команди «Чорноморця». У футболці одеського клубу дебютував 3 серпня 2024 року в програному (0:1) виїзному поєдинку 1-го туру Прем'єр-ліги України проти криворізького «Кривбасу». Олександр вийшов на поле на 73-й хвилині замість Кіріла Попова.